# Jonny Reid
Jonny Reid, född den 18 oktober 1983 i Auckland i Nya Zeeland, är en nyzeeländsk racerförare.

## Racingkarriär
Reid är mest känd ifrån A1 Grand Prix, där han har nått stora framgångar för Nya Zeeland. Han genomgick våren 2008 ett rookietest för Indy Lights, där han körde under säsongen, dock utan några större framgångar, efter att bland annat saktat ned under det sista varvet på väg mot en seger, och föll till en nionde plats på Mid-Ohio.